# Vernon (Utah)
Pour les articles homonymes, voir Vernon.
Vernon est une municipalité américaine située dans le comté de Tooele en Utah.
Lors du recensement de 2010, sa population est de 243 habitants. La municipalité s'étend alors sur une superficie de 7,53 milles carrés (19,5 km2).
La localité est fondée en avril 1862. Elle est nommée en l'honneur de Joseph Vernon, l'un de ses premiers habitants, tué par un amérindien.